# Hermann Hinterstocker
Hermann Hinterstocker (* 21. Juni 1956 in Holzkirchen) ist ein ehemaliger deutscher Eishockeyspieler, der in seiner aktiven Zeit von 1973 bis 1985 für den EV Rosenheim, die Düsseldorfer EG, den Berliner Schlittschuhclub und den ECD Iserlohn in der Bundesliga gespielt hat.

## Karriere
Als der EV Rosenheim in der Saison 1974/75 den Aufstieg in die Eishockey-Bundesliga schaffte, war Hermann Hinterstocker gerade 18 Jahre alt. Er spielte seine zweite Saison bei den Senioren und war mit 33 Toren und elf Vorlagen der zweitbeste Torschütze in einem sehr talentierten Team, in dem auch der ein Jahr ältere Udo Kießling spielte. So kam er noch vor seinem ersten Bundesligaspiel zu seinem ersten Spiel bei einer Weltmeisterschaft. Gemeinsam mit Kießling und seinem älteren Bruder Martin stand er im Aufgebot der deutschen Nationalmannschaft bei der B-Weltmeisterschaft 1975 im japanischen Sapporo. Dort gelang der Mannschaft der Aufstieg in die A-Gruppe.
Nach zwei erfolgreichen Jahren mit dem EV Rosenheim in der Bundesliga und zwei weiteren WM-Teilnahmen wechselte er für die Saison 1977/78 zur Düsseldorfer EG. Nach zwei guten Jahren im Rheinland wechselte er zur Saison 1979/80 zum Berliner Schlittschuhclub, bei dem auch sein Bruder Martin spielte. Ein Karriere-Highlight war in dieser Zeit die Teilnahme an den Olympischen Winterspielen 1980 in Lake Placid.
Drei Jahre blieb er in Berlin, bevor er für eine Spielzeit nach Düsseldorf zurückkehrte. Seine letzte Station war der ECD Iserlohn, für die er in seiner zweiten Saison noch neun Spiele bestritt, ehe er seine Karriere beendete.

## Karrierestatistik

### International
Vertrat Deutschland bei:
| - U19-Junioren-Europameisterschaft 1975 - B-Weltmeisterschaft 1975 - Weltmeisterschaft 1976 - Weltmeisterschaft 1977 | - Weltmeisterschaft 1978 - Weltmeisterschaft 1979 - Olympische Winterspiele 1980 |

(Legende zur Spielerstatistik: Sp oder GP = absolvierte Spiele; T oder G = erzielte Tore; V oder A = erzielte Assists; Pkt oder Pts = erzielte Scorerpunkte; SM oder PIM = erhaltene Strafminuten; +/− = Plus/Minus-Bilanz; PP = erzielte Überzahltore; SH = erzielte Unterzahltore; GW = erzielte Siegtore; 1 Play-downs/Relegation; Kursiv: Statistik nicht vollständig)